# Amen (singel Vincenta Bueno)
Amen – singel austriackiego piosenkarza Vincentego Bueno wydany w 2021.
Utwór reprezentował Austrię w Konkursie Piosenki Eurowizji 2021 w Rotterdamie. 20 maja 2021 kompozycja została zaprezentowana przez piosenkarza w drugim półfinale, zajmując ostatecznie 12. miejsce z 66 punktami (bez awansu do finału).